# Gottfried Menken (Theologe)
Gottfried Menken (* 29. Mai 1768 in Bremen; † 1. Juni 1831 in Bremen) war ein evangelischer Pfarrer und gilt als bedeutender Vertreter der Erweckungstheologie in Nordwestdeutschland.

## Biografie
Menken wurde als Sohn des Kaufmannes Gottje Menken und seiner Ehefrau, einer Pfarrerstochter und Enkelin von Friedrich Adolf Lampe, geboren. Seine Familie galt als bürgerlich und kunstsinnig und verkehrte mit den seinerzeit in Bremen führenden Familien, in diesen war der Pietismus und die damit verbundene Bibelarbeit in Konventikeln weit verbreitet. Er war der Bruder des Malers Johann Heinrich Menken (1766–1838) und Onkel des Malers mit gleichem Namen Gottfried Menken (1799–1838).
Menken begann an der Universität Jena 1788 mit dem Studium der Theologie. An der Universität setzte er sich mit dem Rationalismus auseinander und begann in diesem Zusammenhang sich mit Jakob Böhme zu beschäftigen. Während der Studienzeit verfestigte sich seine Auffassung, dass Gott durch Jesus Christus persönlich im Leben des Einzelnen wirke. 1790 wechselte Menken auf die Universität Duisburg, wo er mit Friedrich Arnold Hasenkamp Kontakt pflegte und wesentlich von der Verbindung von Naturphilosophie und pietistischem Biblizismus, wie sie dort von Samuel Collenbusch gelehrt wurde, geprägt wurde. 1791 legte Menken sein Examen ab, verließ Duisburg aber erst 1793. In diesem Jahr hatte er eine polemische Schrift gegen den Duisburger Professor der Theologie Heinrich Adolph Grimm veröffentlicht, in welcher er diesem vorwarf, biblische Grundbotschaften zugunsten einer Anbiederung an Gegner des Christentums aufzugeben. 
Menken predigte in den 1790er Jahren bei Abstechern etwa in Wuppertal und anderen niederrheinischen Orten. Schließlich wurde er Hilfsprediger in Uedem bei Kleve. 1794 bis 1796 war er Pfarrer in der reformierten Gemeinde von Frankfurt am Main, 1796 bis 1802 Pfarrer der reformierten Gemeinde in Wetzlar. Oktober 1802 kehrte er als zweiter Prediger der Gemeinde St. Pauli in der Bremer Neustadt in seine Heimatstadt zurück. Am 12. Mai 1806 heiratete er, trennte sich aber bald wieder von seiner Frau. August 1811 wurde er Pastor Primarius in St. Martini. Ab 1823 erfolgte aus gesundheitlichen Gründen die Unterstützung durch Friedrich Matthias Perthes als Vikar, 1825 musste er sein Amt auf- und an seinen Mitarbeiter und Nachfolger Georg Gottfried Treviranus übergeben. 
Menken war als Prediger und Schriftsteller von Bedeutung. Er galt zusammen mit Friedrich Ludwig Mallet und seinem Nachfolger Treviranus als „Dreigestirn der großen Eiferer für den Glauben“.

## Ehrungen
- Menken wurde durch die theologische Fakultät der Kaiserlichen Universität Dorpat mit der Ehrendoktorwürde geehrt.

- Eine Straße in der Bremer Neustadt, von der Gastfeldstraße zur Thedinghauser Straße wurde als Gottfried-Menken-Straße benannt.

## Veröffentlichungen
- Beitrag zur Dämonologie oder Widerlegung der exegetischen Aufsätze des Herrn Professors Grimm von einem Geistlichen. 1793. (Digitalisat)
- Christliche Homilien. Raw, Nürnberg 1797; 2. Aufl. ebd. 1817 (Digitalisat).
- Neue Sammlung christlicher Homilien. 1800.
- Christliche Homilien über die Geschichte des Propheten Elias. 1804.
- Versuch einer Anleitung zum eigenen Unterricht in den Wahrheiten der Heiligen Schrift. Hermann, Frankfurt a. M. 1805 (Digitalisat), (2. Auflage 1824, 3. Auflage 1832).
- Betrachtungen über das Evangelium Matthäi. Bd. 1, Hermann, Frankfurt a. M. 1809; Bd. 2, Kaiser, Bremen/Leipzig 1822 (Digitalisat).
- Der Messias ist gekommen. Nach 1. Joh.5, 6–12. Hermann, Frankfurt a. M. 1809 (Digitalisat).
- Ueber die eherne Schlange und das symbolische Verhältniß derselben zu der Person und Geschichte Jesu Christi. Hermann, Frankfurt a. M. 1812 (Digitalisat); 2. verm. Aufl. Kaiser, Bremen 1929 (Digitalisat).
- Das Glaubensbekenntnis der christlichen Kirche. 1816–1828.
- Predigt bey der dritten hundertjährigen Feier der Reformation am 2. Nov. 1817 in der Kirche St. Martini zu Bremen. 1817 (Digitalisat).
- Erklärung der elf Kapitel des Briefes an die Hebräer. Vierzehn Homilien. Kaiser, Bremen/Leipzig 1821.
- Predigten. 1825; Reprint, London: Forgotten Books, 2013
- Blicke in das Leben des Apostels Paulus und der ersten Christengemeinden (nach Apg. 15–20). 1828.
- Alt und Neu – Aufsätze. 1828.
- Homilien über das neunte und zehnte Kapitel des Briefes an die Hebräer – nebst Anhang ethischer Homilien über Stellen des zwölften Kapitels. 1831.
- Homiletische Blätter. Kaiser, Bremen 1835 (Digitalisat).
- Über Glück und Sieg der Gottlosen. Eine politische Flugschrift aus dem Jahre 1795.(Digitalisat), 2. Aufl. Raw, Nürnberg 1797. Neu hg. von K. Goebel, ebd. 1849 (Digitalisat).
- Menkens Schriften in vollständiger Ausgabe. 7 Bde., 1858, Registerband 1865.
- Briefe des Dr. Gottfried Menken an H. N. Achelis. 1868.
- Festpredigten aus dem schriftlichen Nachlasse. 1868.
- Biblische Betrachtungen. 1879.